# 莫寒竹
莫寒竹（1912年8月17日—1991年7月7日）。遼寧省海城縣人。民國37年（1948年）在遼寧省選區當選第一屆立法委員。

## 生平[1][2][3]
- 中央政治學校大學部行政系畢業
- 安徽省政府科長、秘書
- 安徽省青陽縣、歙縣縣長[4]
- 安徽省保安司令部軍法官
- 國立政治大學訓導講師
- 中國國民黨遼寧省黨部委員、代理主任委員
- 私立逢甲大學教授、客座教授
- 私立中國醫藥學院教授
- 臺中扶輪社社長
- 中華民國華美協進社董事長兼社長